# Меэритс, Отт
Отт Меэритс (эст. Ott Meerits; 14 июля 1982, Таллин) — эстонский футболист, полузащитник, тренер.

## Биография
В начале взрослой карьеры играл за клубы, входившие в систему таллинской «Флоры» — команды из посёлка Лелле, «Валга», «Курессааре», «ХЮЙК Эммасте». В высшем дивизионе Эстонии дебютировал 19 июня 1999 года в составе «Лелле СК» в матче против ТФМК. Первый гол в элите провёл 17 сентября 2000 года в составе «Валги» в игре против ТФМК (2:6). В 2001 году с «Валгой» и в 2002 году с «Курессааре» становился вторым призёром первой лиги Эстонии, в 2002 году занял шестое место среди бомбардиров первой лиги с 13 голами.
В 2004 году перешёл в клуб первой лиги «Таммека» (Тарту), с 2005 года вместе с клубом играл в высшей лиге. Весной 2006 года играл за чешский клуб низшего дивизиона «Темпо» (Прага). Летом 2006 года вернулся в тартуский клуб, выступавший теперь как «Мааг-Таммека», и провёл ещё полтора сезона в основном составе.
С 2008 года играл на любительском уровне в низших лигах за «Мааг-Таммека-3», «Отепя» и «Луунья».
Всего в высшем дивизионе Эстонии сыграл 145 матчей и забил 7 голов.
Выступал за сборные Эстонии младших возрастов, провёл более 20 матчей.
Также играл за ряд клубов высшей и первой лиги Эстонии по футзалу.
С середины 2000-х годов одновременно с любительскими выступлениями стал работать детским тренером, тренером по физподготовке и физиотерапевтом с младшими командами «Таммеки», также привлекался к работе с юношескими сборными Эстонии. В 2020 году входил в тренерский штаб взрослой сборной Эстонии в качестве тренера по физподготовке, в 2021—2023 годах — в качестве физиотерапевта. В 2020-е годы также является ассистентом тренера резервной команды (U21) «Таммеки».
Окончил Тартуский университет со степенью магистра спортивной физиотерапии. Имеет тренерскую лицензию «А».